# Willemijn van Hees
Willemijn van Hees (Zundert, 6 december 1977) is een Nederlands politica en bestuurster. Ze is lid van de VVD. Sinds 12 november 2018 is ze burgemeester van Heusden.

## Biografie
Van Hees heeft aan de Universiteit van Amsterdam Engels en Nederlands recht gestudeerd, begon later een vertaalbureau en was tevens als correspondent betrokken bij de regionale krant. In de avonduren studeerde ze bedrijfscommunicatie en digitale media aan de Universiteit van Tilburg waarin ze is afgestudeerd en daarna werd ze eigenaar van de plaatselijke kabelkrant. Ze was sinds haar 23e lid van de gemeenteraad van Zundert en in 2008 de eerste vrouwelijke wethouder.
Op 1 november 2012 volgde haar benoeming tot burgemeester van Geertruidenberg waarmee ze op 34-jarige leeftijd de jongste vrouwelijke burgemeester van Nederland werd. Met de benoeming in oktober 2017 van Judith Keijzers tot burgemeester van Oirschot is Van Hees niet langer de jongste vrouwelijke burgemeester van Nederland. Op 12 november 2018 werd ze burgemeester van Heusden.
Van Hees is getrouwd en heeft twee zoons.